# أنخيل رينا
أنخيل رينا (بالإسبانية: Ángel Reyna)‏ هو لاعب كرة قدم مكسيكي في مركز الوسط، ولد في 19 سبتمبر 1984 في مدينة أغواسكاليينتس في المكسيك. شارك مع منتخب المكسيك لكرة القدم. أما مع النوادي، فقد لعب مع تيبورونيس روخوس دي فيراكروز وكلوب ليون ونادي أمريكا ونادي باتشوكا ونادي سان لويس ونادي غوادالاخارا ونادي مونتيري ونادي نيكاكسا.

## وصلات خارجية
- أنخيل رينا على موقع الاتحاد الدولي (مؤرشف)  (الإنجليزية)
- أنخيل رينا على موقع قاعدة بيانات كرة القدم.إي يو (الإنجليزية)
- أنخيل رينا على موقع ناشيونال فوتبول تيمز (الإنجليزية)
- أنخيل رينا على موقع Soccerway.com (الإنجليزية)
- أنخيل رينا على موقع AS.com (الإسبانية)